# Magno I da Suécia
Magno I (c. 1106 – 1134) – conhecido na Suécia como Magnus Niisson – foi um príncipe dinamarquês, eleito rei da Suécia na Västergötland por volta de 1250, e igualmente na Svealand em data incerta. Não conseguiu todavia ser reconhecido na Östergötland, devido à oposicão de Suérquero I (Sverker I), que o expulsou da Suécia em 1130 e obrigou a voltar à Dinamarca, onde morreu em 1134 na batalha de Fotviken, travada na na Escânia.                                                                                                                    Era filho do rei Nicolau da Dinamarca e sua esposa Margarida da Suécia, filha do rei Ingo I da Suécia.

Como era o neto mais velho de Ingo I da Suécia, ele reclamou o trono da Suécia quando seu primo Ingo II da Suécia morreu, em 1125. Os gautas o elegeram rei em 1120, mas os Suíones vetaram-no (de acordo com a Lei da Gotalândia Ocidental, os Suíones tinham o direito de eleger e depor um rei) e escolheram um outro rei, Ragualdo, o Cabeça Redonda, o qual foi morto em seguida pelos Gotas. Magno não é mencionado na crónica real da lei da Gotalândia Ocidental e, em 1130, foi expulso da Suécia por Suérquero I.
Magno tomou parte nas lutas civis dinamarquesas, tentando ajudar seu pai, o rei Nicolau, a se estabelecer como rei daquela região, para que ele mesmo pudesse ser o herdeiro e futuro rei. Porém, Magno morreu na batalha de Fotevik, em Escânia, em 1134. Seu pai foi derrotado na batalha e morreu no mesmo ano.
A viúva de Magno, Riquilda, retornou ao oeste, onde se casou com Valadar de Mienque, um governante da Dinastia ruríquida de origem viquingue. Riquilda voltou para a Suécia, onde se casou pela terceira vez com Suérquero I, o rival vencedor de Magno.
O filho de Magno, Canuto V da Dinamarca, contestou o trono dinamarquês com seu primo, Sueno III.
Sua descendência legítima foi extinta com o assassinato de Canuto V, em 1157. O filho ilegítimo de Canuto, Valdemar (arcebispo de Brema e de Eslésvico), que foi o último descendente de Magno, morreu em 1236.